# Boris Burić – Gena
Boris Burić – Gena (Trogir, 18. rujna 1955.), hrvatski krojač i poduzetnik, vlasnik brenda Gena, poznat po izradi tradicionalnih dalmatinskih veštita.

## Životopis
Burić je od malih nogu pokazivao interes za modom, a prvu kreaciju napravio je već sa 16 godina. Krojačku školu završio je 1973. Iste godine sa suprugom otvara modni atelijer Gena u svojoj obiteljskoj kući, u potkrovlju stare palače grada Trogira. Inspiraciju za svoja odijela pronalazi u hrvatskoj tradiciji kulture odijevanja. U početku su mu klijenti bili uglavnom trogirski težaci i radnici. Među prvim značajnijim klijentima ističu se pjevači klape Trogir. Upornim trudom obitelji Burić, kroz tridesetak godina brend Gena se profilira kao iznimno kvalitetan i cijenjen na hrvatskoj ali i svjetskoj modnoj sceni. Svojim prepoznatljivim stilom kojim spaja tradiciju i vrhunsku modu, stvara veliku potražnju za svojim odijelima u svijetu. Između ostalih, Gena odijela nosili su: Placido Domingo, Armand Assante, Bernie Ecclestone, Goran Ivanišević, Mario Ančić, Oliver Mlakar i Goran Višnjić.
Dobitnik je priznanja Hrvatske gospodarske komore i nagrade Splitsko-dalmatinske županije za doprinos na području promicanja i očuvanja hrvatske kulturne baštine i identiteta.
Gena ima pravo korištenja znaka kvalitete "Izvorno hrvatsko".
Proizvodi su mu zaštićeni u Zavodu za intelektualno vlasništvo Republike Hrvatske.
Diplomirao je tekstilno inženjerstvo na Tekstilno-tehnološkom fakultetu u Zagrebu 2006.

## Vanjske poveznice
- Gena odijela